# Ntlhoi Motsamai
Ntlhoi Motsamai (ur. 1963 w Dystrykcie Mohale’s Hoek) – lesotyjska polityczka. Wieloletnia członkini Zgromadzenia Narodowego Lesotho, izby niższej parlamentu Lesotho, oraz jego dwukrotna przewodnicząca, jako pierwsza kobieta na tym stanowisku.

## Życiorys

### Młodość, edukacja i kariera zawodowa
Urodziła się w 1963 roku w wiosce Ha Pafoli w Dystrykcie Mohale’s Hoek.
Uczęszczała do szkoły średniej Eagle’s Peak w Qacha’s Nek. Ukończyła National University of Lesotho z tytułem Bachelor of Science w pedagogice. Specjalizowała się w biologii i chemii. Po ukończeniu szkoły pracowała jako nauczycielka w St. John’s High School w mieście Mafeteng. Powróciła później na National University of Lesotho, aby ukończyć studia drugiego stopnia, również z pedagogiki. W trakcie studiów magisterskich pracowała w biurze dziekana uczelni. Po ukończeniu studiów powróciła do pracy jako nauczycielka.

### Działalność polityczna
Swoją działalność polityczną rozpoczęła w 1996 roku, gdy została wybrana na zastępcę przewodniczącego Zgromadzenia Narodowego Lesotho. Trzy lata później, po śmierci ówczesnego przewodniczącego, została wybrana na przewodniczącą izby. W wieku 36 lat została najmłodszą osobą przewodniczącą parlamentowi afrykańskiego państwa oraz pierwszą kobietą przewodniczącą Zgromadzeniu. Gdy zostawała przewodniczącą, w izbie zasiadały tylko trzy kobiety. Została ponownie wybrana na to stanowisko w maju 2002 roku. Pełniła tę funkcję do 2012 roku.
W marcu 2015 roku została wybrana na to stanowisko ponownie, za jej kandydaturą zagłosowało 66 ze 119 członków Zgromadzenia. Tego samego dnia na jej zastępcę został wybrany Montsuoe Lethoba. Pełniła tę funkcję do 2017 roku.
Pełniła funkcję ministra ds. edukacji Lesotho. 4 czerwca 2021 została mianowana przez Króla Lesotho Letsie III ministrem ds. turystki Lesotho. Została pierwszą kobietą na tym stanowisku. W 2025 roku dalej pełni tę funkcję.

### Pozostała działalność
W listopadzie 2002 roku została wybrana przewodniczącą forum parlamentarnego Wspólnoty Rozwoju Afryki Południowej – międzynarodowej organizacji, której celem jest ujednolicenie polityki gospodarczej państw w Afryce Południowej.
Angażuje się w działania dotyczące zwalczania ludzkiego wirus niedoboru odporności (HIV), powodującego zespół nabytego niedoboru odporności (AIDS). Była odpowiedzialna za utworzenie komitetu parlamentarnego dotyczącego tym sprawom. Jest aktywna w działaniach na rzecz praw kobiet i feministyczne.